# Telstar 2011-2012

## Rosa
| N. |                        | Ruolo | Calciatore        |
| -- | ---------------------- | ----- | ----------------- |
| 1  | Paesi Bassi (bandiera) | P     | Cor Varkevisser   |
| 2  | Paesi Bassi (bandiera) | D     | Anthony Correia   |
| 3  | Paesi Bassi (bandiera) | D     | Danny Schenkel    |
| 4  | Paesi Bassi (bandiera) | D     | Jerold Promes     |
| 5  | Paesi Bassi (bandiera) | D     | Calvin Mac Intosh |
| 6  | Turchia (bandiera)     | C     | Gürcan Sari       |
| 7  | Paesi Bassi (bandiera) | C     | Kevin Brands      |
| 8  | Paesi Bassi (bandiera) | C     | Frank Korpershoek |
| 9  | Paesi Bassi (bandiera) | A     | Johan Plat        |
| 10 | Paesi Bassi (bandiera) | A     | Raymond Fafiani   |
| 11 | Paesi Bassi (bandiera) | A     | Melvin Grootfaam  |
| 12 | Paesi Bassi (bandiera) | P     | Stephan Veenboer  |
| 13 | Canada (bandiera)      | A     | Andrew Ornoch     |
| 14 | Paesi Bassi (bandiera) | A     | Yacon Sason       |
| 15 | Paesi Bassi (bandiera) | D     | Nick Kuipers      |

| N. |                        | Ruolo | Calciatore       |
| -- | ---------------------- | ----- | ---------------- |
| 16 | Australia (bandiera)   | D     | Ryan Marveggio   |
| 17 | Paesi Bassi (bandiera) | A     | Jergé Hoefdraad  |
| 18 | Turchia (bandiera)     | D     | Emre Bilgin      |
| 19 | Paesi Bassi (bandiera) | A     | Mike Dam         |
| 20 | Paesi Bassi (bandiera) | D     | Armand Neeskens  |
| 21 | Australia (bandiera)   | C     | Andrew Marveggio |
| 23 | Paesi Bassi (bandiera) | C     | Sjaak Lettinga   |
| 24 | Paesi Bassi (bandiera) | D     | Donny Rijnink    |
| 27 | Curaçao (bandiera)     | A     | Gerson Sheotahul |
| 28 | Serbia (bandiera)      | C     | Sead Mazreku     |
| 29 | Paesi Bassi (bandiera) | P     | Wesley Zonneveld |
| 31 | Paesi Bassi (bandiera) | A     | Melvin Holwijn   |
| 32 | Inghilterra (bandiera) | C     | Steven Irwin     |
| 38 | Paesi Bassi (bandiera) | A     | Cerilio Cijntje  |